# People’s Democratic Party (Nigeria)
Die People’s Democratic Party (PDP, demokratische Volkspartei) ist eine politische Partei in Nigeria, die das Land seit dem Ende der Militärdiktatur 1999 regiert. Im Vorfeld der Parlamentswahlen in Nigeria 2011 kam es zu schweren internen Zerwürfnissen innerhalb der PDP, so dass es z. Z. in etlichen Bundesstaaten konkurrierende Orts- und Landesverbände der Partei gibt. Nationale Vorsitzender der PDP ist Okwesilieze Nwodo.
Im muslimischen Norden Nigerias wird die PDP oft als eine christliche Partei angesehen; Tatsache ist, dass sie ihre Wählerstimmen vor allem aus dem christlich dominierten Süden bezieht. Der PDP, die personell und finanziell unter anderem aus Verflechtungen der ehemaligen Militärbürokratie mit dem Finanzadel des Landes hervorgegangen ist, wird verbreitete Korruption vorgeworfen. Als 2010 die Anti-Korruptionsbehörde EFCC (Economic and Financial Crimes Commission) die Parteien des Landes aufrief, zu den geplanten Wahlen 2011 keine durch Korruption belasteten Kandidaten aufzustellen, unterstützte sie das mit einer Namensliste, auf der sich u. a. Exminister, frühere Provinzgouverneure und amtierende Parlamentsabgeordneten der PDP fanden. Die PDP musste auch mehrfach Forderungen der nigerianischen Wahlkommission nachgeben, die innerparteiliche Demokratie zu wahren. Im Oktober 2010 war die PDP daraufhin genötigt, in acht der 36 nigerianischen Bundesstaaten Parteitage abzuhalten.

## Geschichte

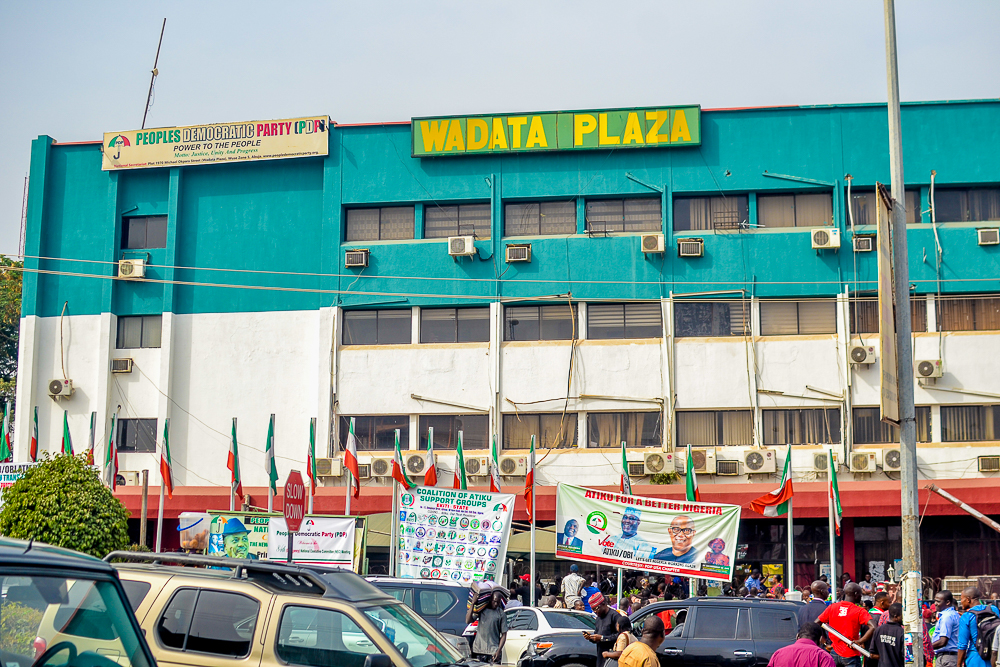
Hauptquartiergebäude der Partei

Die Partei wurde im August 1998 unter der Übergangsregierung Abdulsalami Abubakars gegründet, der Nigeria nach dem Tod des Militärdiktators Sani Abacha wieder einer Zivilregierung überführen sollte. Bei den Wahlen zum Senat, im Februar 1999, gewann sie 55 der 109 Sitze. Im gleichen Jahr gewann sie die Wahlen zum Repräsentantenhaus und der von ihr nominierte Präsidentschaftskandidat Olusegun Obasanjo, ein ehemaliger Militärdiktator, der selbst nicht zu den Gründungsmitgliedern gehörte, wurde im März des Jahres 1999 zum Präsidenten gewählt. Bei den letzten Wahlen, die am 12. April 2003 stattfanden, konnte die Partei mit 54,5 % der Stimmen 76 Senatssitze und 223 der 360 Repräsentantenhaussitze belegen. Am 19. April wurde Obasanjo mit 61,9 % der Stimmen in direkter Wahl als Präsident bestätigt.
Die Wahlen von 2003 wurden von Manipulationsvorwürfen überschattet. Die Verflechtungen der PDP mit der militärischen Elite Nigerias wurden besonders deutlich in der sogenannten Anambra-Krise, als der frisch zum Gouverneur gewählte PDP-Kandidat im Bundesstaat Anambra, Ngige, auf Veranlassung seines Hauptsponsors Chief Uba in Polizeigewahrsam genommen und zum Rücktritt gezwungen wurde, nachdem er bestimmte Wahlversprechen gegenüber Uba nicht einlösen wollte. Diese Krise, in deren Folge auch der Führungsanspruch Obasanjos innerparteilich in Frage gestellt wurde, war Anlass für den Parteikongress vom November 2005, der eine Restrukturierung der Partei zum Ziel hatte. Im Vorfeld der Wahlen von 2011 kam es (siehe oben) in einigen Bundesstaaten und Orten de facto zu einer Spaltung der Partei.